# Gorafe
Gorafe est une municipalité située dans la province de Grenade, dans la communauté autonome d'Andalousie en Espagne.

## Géographie
Elle est située au nord de la région de Guadix. Elle limite avec les municipalités de Gor, de Guadix —y compris l'enclave de Bácor-Olivar—, de Villanueva de las Torres, de Dehesas de Guadix et de Freila.
La ville est située sur les rives de la rivière Gor, à côté d'une zone très escarpée formée de conglomérats. Ses environs sont caractérisés par un terrain de type badlands (« mauvaises terres » en français) appelé le désert de Gorafe, On y cultive des céréales dans les zones les plus fertiles.

## Histoire
À partir de 2 700 av. J.-C., la population a commencé à s'installer et a adopté des rituels funéraires complexes dont témoignent plus de 240 dolmens du parc mégalithique de Gorafe. C'est une des plus fortes concentrations de dolmens en Europe. Ces dolmens se trouvent répartis en une dizaine de nécropoles sur une vingtaine de kilomètres qui vont de la ville chalcolithique de « Las Angosturas » jusqu'à la confluence avec la rivière « Fardes ».. On estime que ces nécropoles ont appartenu à diverses tribus d'éleveurs et d'agriculteurs installés dans la région depuis plus de 6000 ans.
La municipalité de Gorafe.
On atteste l'arrivée de colons appartenant à la culture de El Argar vers 1900 av. J.-C.. Ensuite les Ibères de l'âge du fer font leur apparition vers l'an 1000 av. J.-C. Ils s'établissent dans les villes voisines de El Culantrillo, Las Angosturas et Montealegre. On constate une continuité dans la construction de dolmens à juger par la présence de trousseaux retrouvés dans certains dolmens.
La population actuelle fonde ses origines à la fin du Moyen Âge, lors de l'invasion musulmane de la péninsule Ibérique. On conserve plusieurs maisons troglodytes originaires de population Almohade dans le parage des Algarves.
À l'époque des Nasrides, la commune se met en valeur lorsqu'elle devient une zone frontalière. Les premières références au château local apparaissent à cette époque, bien qu'il soit possible que ce soit plus tôt. Gorafe a été conquise en 1451 par les Castillans et sa forteresse et ses champs ont été remis par les Rois Catholiques à Álvaro de Bazán y Quiñones pour être vendus plus tard. Grâce au système d'irrigation efficace développé pendant la période de domination arabe, la région était un important centre agricole au XVIe siècle.

## Culture et patrimoine
Gorafe possède près de 300 habitations troglodytiques de l'Algarve almohade. Ces maisons, creusées en horizontal dans l'argile maintiennent une température constante entre 18º et 22º toute l'année. Elles sont isolées du bruit extérieur et sans pollution lumineuse. Ce modèle d'habitat se justifie dans le sud de l'Europe et en particulier à Gorafe par les excellences de son adaptation aux rigueurs climatiques du milieu naturel où elles sont enclavées. Le confort contemporain prévaut aujourd'hui notamment lorsqu'elles participent à une fonction qui s'oriente dès à présent vers les potentiels touristiques. En association avec un tourisme balnéaire (Baños de alicum) et les sentiers pédestres et équestres qui parcourent les groupements de Dolmens les visiteurs peuvent comprendre la transformation d'une économie locale qui voue son futur à la transformation soutenable de son riche passé, permettant la sauvegarde du paysage, d'habitats qui étaient à l'abandon et de la culture locale gastronomique.

## Désert
Gorafe est entourée d'une zone désertique au relief comportant de nombreux ravins (parmi lesquels los filetes del diablo) et cheminées de fées, ainsi qu'un canyon qui doit ses couleurs particulières, et son nom local de los colorados, aux couches d’argile rouge et ocre qui le composent. Le désert de Gorafe a obtenu le certificat Starlight pour son ciel propice aux observations astronomiques. La Casa del Desierto, une construction aux parois de verre, possède une architecture atypique lui a valu une apparition dans la série Black Mirror . Un parc mégalithique rassemble une grande partie des 240 dolmens recensés du désert ; 37 d'entre eux ont été restaurés,.